# Gaurotinus tenuelineatus
Gaurotinus tenuelineatus is een keversoort uit de familie boktorren (Cerambycidae). De wetenschappelijke naam van de soort is voor het eerst geldig gepubliceerd in 1897 door Fairmaire.